# Вуек, Якуб
Я́куб Ву́ек (пол. Jakub Wujek; 1541, Вонгровец, Польша — 27 июля 1597, Краков) — польский католический проповедник, иезуит, ректор Виленской академии, переводчик Библии на польский язык, автор-составитель религиозных текстов.

## Биография

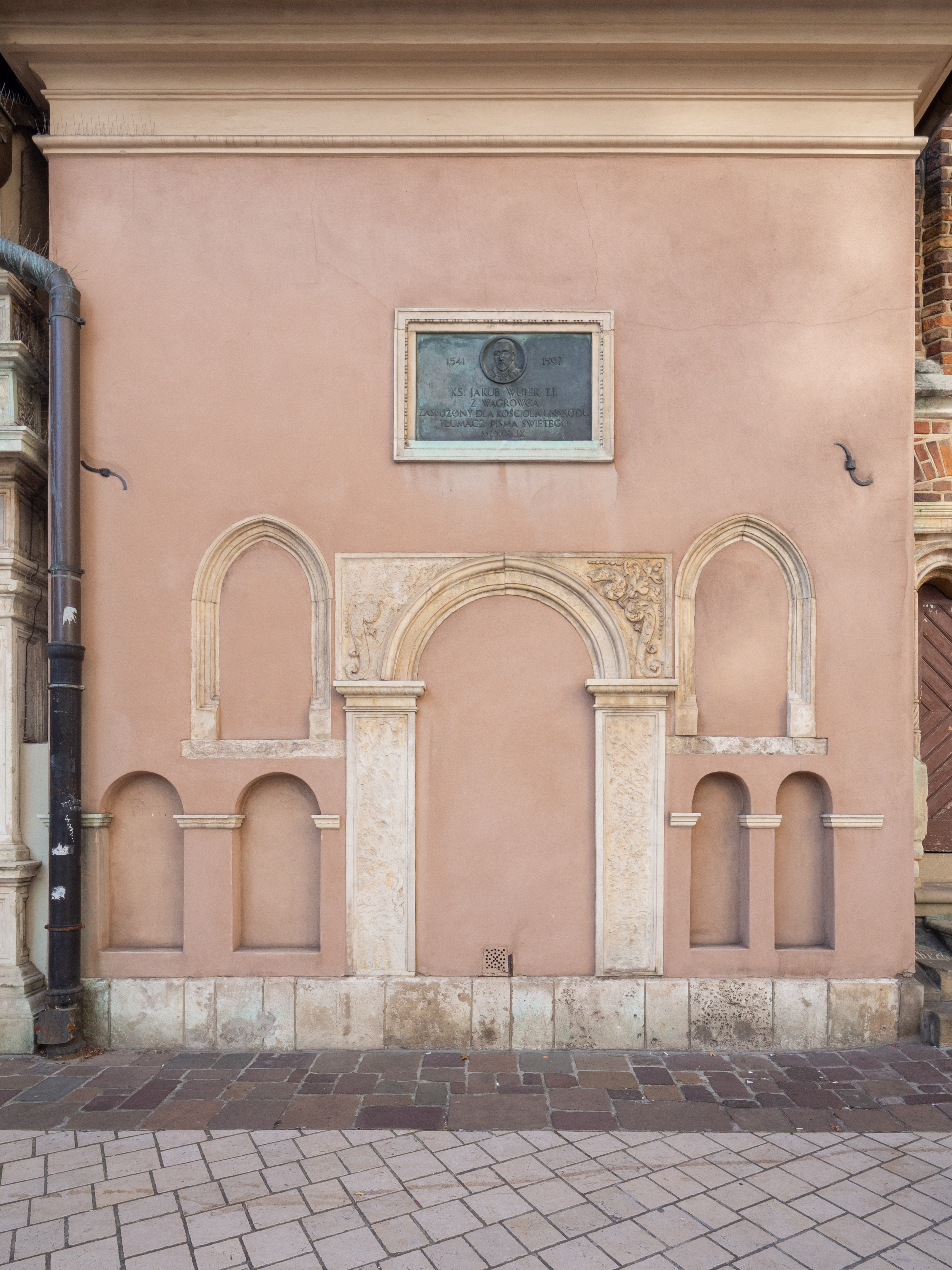
Таблица с эпитафией в костёле Святой Варвары в Кракове

В 1562—1564 годах в Вене изучал философию, математику и греческий язык. В 1565 году вступил в орден иезуитов. В Риме изучал теологию (1565—1567).
С 1568 года преподавал в Пултуске, в 1571—1578 году ректор иезуитской коллегии в Познани, затем ректор коллегии в Вильне (1578—1579), позднее в  Клаузенбурге (1579—1584 и в Кракове (1589—1592). С 1586 году вице-провинциал ордена иезуитов в Польше.
Прах погребён в подземелье костёла Святой Варвары в Кракове.

## Литературная деятельность
Писал проповеди, изданные в сборниках  „Postilla Catholica tho iesth, Kazania nakożdą Niedzielę, y na kożde święto przez cały rok…“ (Краков, 1573), „Postilla mnieysza“ (Познань, 1579), другие религиозные сочинения — „O Kosciele Pana Chrystusowym prawdziwym“ (Познань, 1580), „Apologia Tho iesth, Obrona Postylle Katholiczney…“, (Краков, 1584).
Переводил Библию („Nowy Testament“, Краков, 1593; 1594; „Psałterz Dawidow“, Краков, 1594; „Biblia“ Краков, 1599; „Ewangelie na niedziele y wszystkie święta które w kościele katholickim według Rzymskiego porządku przez cały rok czytaią“, Вильно, 1643).